# Principado de Khairpur
Khairpur fue un estado tributario protegido en Sindh, antes de la presidencia de Bombay, con una superficie de 15 669 km². El terreno consistía en una planicie aluvial tocando en parte el Indo, con algunas zonas de desierto. El estado estaba formado por una ciudad y 153 pueblos, siendo la población de 126 962 habitantes en 1872, de 125 919 en 1881, de 128 611 en 1891, de 199 313 en 1901 y de 227 183 en 1931. La capital era Khairpur.

## Administración
Administrativamente estaba dividido en dos subdivisiones gobernadas por naibs wazirs y cinco talukes gobernadas por mukhtiarkars:
- Subdivisión de Khairpur:
  - Khairpur
  - Gambat
- Subdivisión de Mir Wah:
  - Mir Wah
  - Faiz Ganj
  - Naro

## Gobierno
Estaba gobernado por la dinastía talpur de origen balutxi que había cogido el poder en Sind en 1783 a la caída de los kalhores.

## Historia

Emblema de Pakistán.

Mir Fateh Ali Khan Talpur consiguió el poder en Sind en 1783 y su sobrino Mir Sohrab Khan estableció la rama que reinó en Khairpur (dos otras ramas Talpur gobernaban otras partes) con la ciudad de este nombre y cercanías, que después ensanchó por conquistas hacia Sabzalkot y Kashmor al norte, hacia el desierto de Jaisalmer al este, y hacia los límites del Kutch Gandava al oeste. En 1811 Mir Sohrab abdicó en favor de su hijo Mir Rustam. En 1813 durante los conflictos internos en Kabul que establecieron la dinastía Barakzai, el mir de Khairpur se libró del tributo que tenía que pagar a los afganos. Parece que Mir Sohrab se arrepintió de haber abdicado; otro hijo, Ali Murad, disputó también la sucesión en Rustam (1829-1839), el que provocó una crisis y fue uno de los factores que causó la intervención británica.
En 1832 los británicos reconocieron el estado como separado de los otros dominios de los talpurs en Sind por un tratado en que el uso del Indo y de las vías fue garantizado a los británicos.
En 1838 los británicos impusieron el control de los asuntos exteriores por otro tratado.
En 1842 durante la primera expedición británica en Kabul, los mirs del Sind fueron requeridos a dejar paso libre a los británicos por sus territorios y permitir la ocupación de Shikarpur; algunos soberanos trataron de oponerse a estas peticiones pero Ali Murad, que acababa de subir al poder, se manifestó a favor y después de las batallas de Miani y Daba que dieron a los británicos el dominio de Sind, Khairpur fue el único estado que subsistió.
En 1866 el mir recibió un sanad que reconocía cualquier sucesión hecha conforme a la ley musulmana. Mir Ali Murad murió en 1894 y le sucedió su hijo Mir Faiz Muhammad.
En 1903 suprimió su moneda y estableció la moneda de la India Británica como única legal. El estado accedió a Pakistán en 1947 pero el tratado de accesión fue violado el junio de 1955 y fue anexionado en la provincia del Sind.

## Sellos y moneda
Tuvo moneda propia desde 1783 a 1903.
Emitió sellos de varias clases entre 1930 y 1940.

## Ejército
El ejército estaba formado en 1901 por 377 hombres de los cuales 163 montados. la policía en 1903 estaba formada por 220 hombres.

## Bandera
La primera bandera fue roja con tres barras horizontales blancas que estaba en uso la segunda mitad del siglo XIX y quizás era la bandera de los talpurs en general. Después adoptó una bandera verde con aspa roja y en el centro un cuadro blanco con el escudo.